# آسیاب آبی کاه‌کوه سرایان
آسیاب آبی کاه کوه در شهرستان سرایان از جاذبه‌های گردشگری استان خراسان جنوبی است. فعال بودن آسیاب، موقعیت مناسب، قرارگیری در مسیرآب زابر و چشم‌انداز مناسب منطقه، این محل را به مکانی برای دوستداران طبیعت و بناهای تاریخی تبدیل کرده است.
این بنا در سال ۸۸ و با شماره ۲۸۷۲۲ در فهرست آثار ملی کشور به ثبت رسیده است.

## معماری

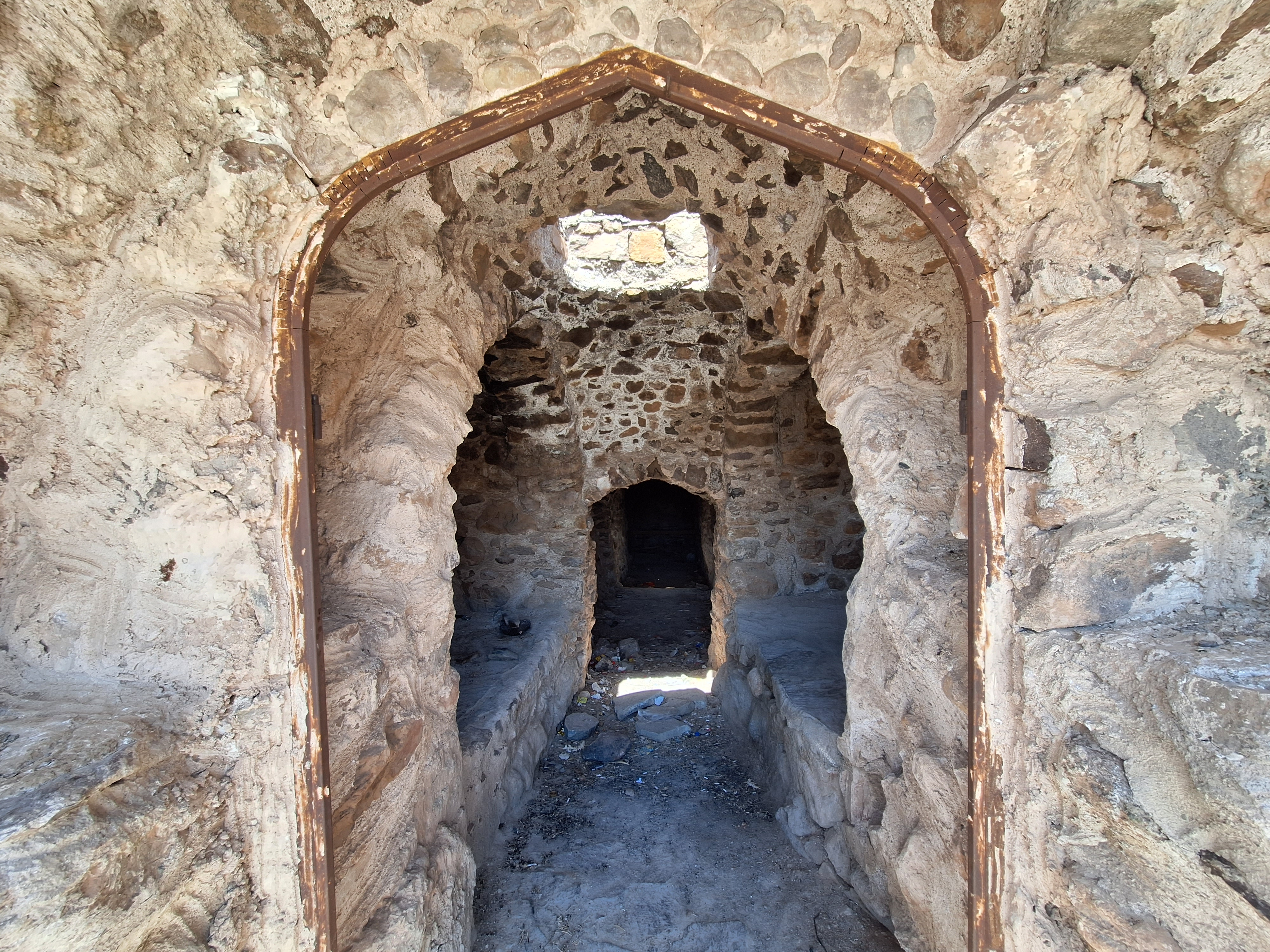
سردر ورودی آسیاب آبی کاه کوه سرایان

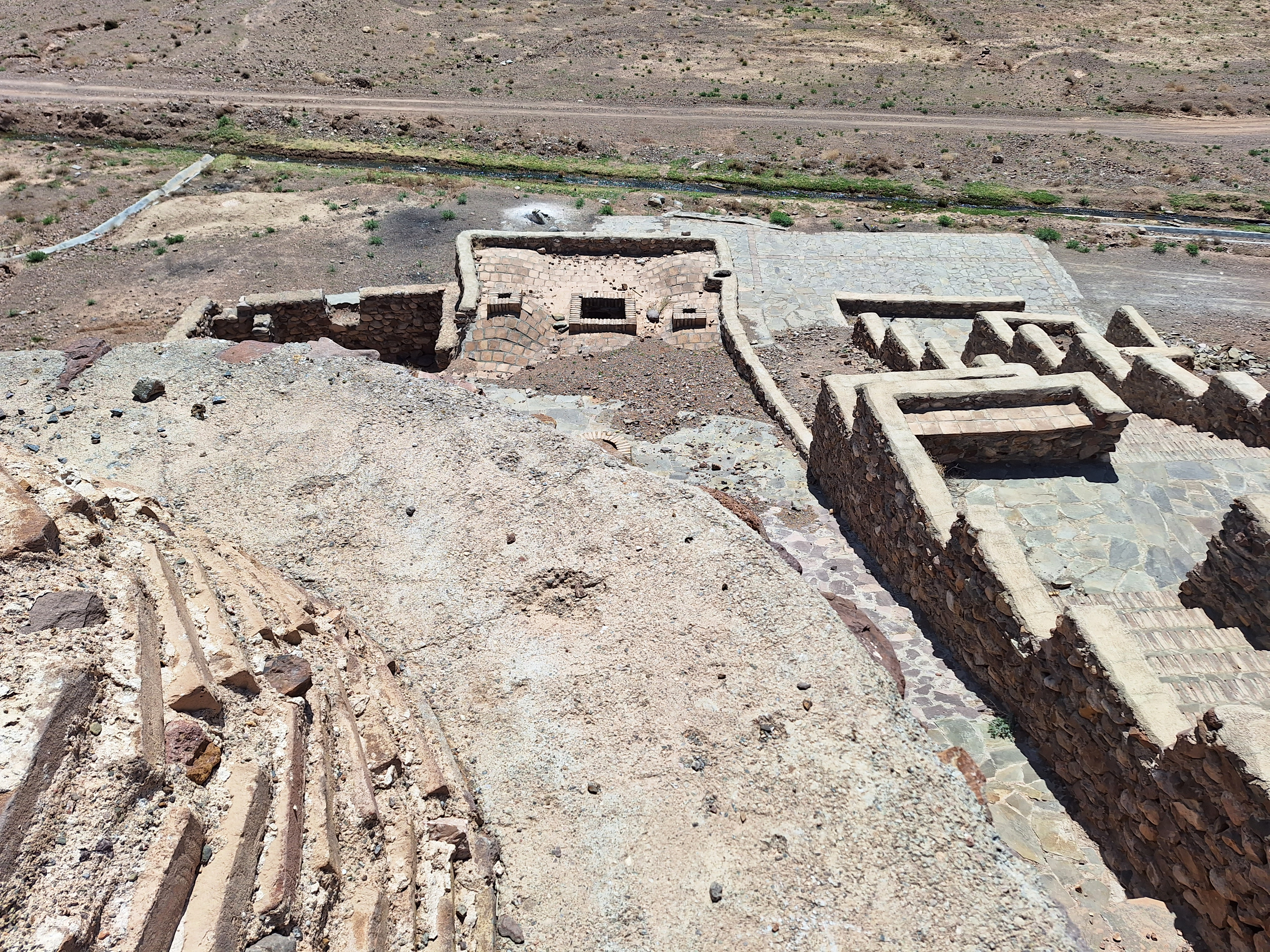
پلکان دسترسی به محل هدایت آب به تنوره آسیاب آبی کاه کوه

عناصر معماری آسیاب آبی کاه کوه شامل تنوره، راهرو، سنگ آسیاب، اطاقک آسیاب، انبار گندم، انبار آرد، محل استراحت آسیابان و اصطبل است. معماری آسیاب‌های منطقه به دلیل موقعیت قرارگیری، مصالح مورد استفاده و نوع کاربری معمولاً از اصول شناخته شده و کلاسیک معماری به خصوص در طراحی طاق‌ها و قوس‌ها و پوشش‌ها تبعیت نمی‌کرده و پلان آن نیز بر اساس شرایط محیطی و شکل زمین طراحی شده است. در این آسیاب، آب زابر به داخل تنوره هدایت شده و پس از کمک به چرخه آرد کردن گندم از پایین آسیاب وارد مسیر اصلی خود شده و در اختیار کشاورزان قرار می‌گیرد. تنوره به شکل استوانه که قطر پایین آن کمتر است ساخته شده و ضخامت دیواره تنوره در بالا نسبت به پایین تنوره کمتر بوده به این دلیل که با توجه به این که فشار آب در پایین‌ترین قسمت تنوره بیشتر است دیواره تنوره ضخیم‌تر انتخاب و از قطر تنوره کاسته شده است. از پایین‌ترین بخش تنوره روزنه ای با قطر حدود ده سانتیمتر به قسمتی که چرخ آسیاب راه دارد برخورد کرده و با فشار حاصل از حجم زیاد آب، چرخ را که از جنس چوب است به چرخش درمی‌آورد و این چرخش به سنگ‌رویی آسیاب منتقل شده و گندم که از طریق سوراخ وسط دو سنگ به قسمت میانی سنگ‌ها منتقل شده، آرد می‌شود. مرمت و احیاء آسیاب آبی کاه کوه که در ابتدای ارتفاعات شمال سرایان قرار گرفته است، با کمک مالک صورت گرفته و در حال حاضر فعال است.